# Resolução 184 do Conselho de Segurança das Nações Unidas
Resolução 184 do Conselho de Segurança das Nações Unidas, foi aprovada em 16 de dezembro de 1963, após análise do pedido do Sultanato de Zanzibar para ser membro da Organização das Nações Unidas, o Conselho recomendou à Assembleia Geral que Zanzibar deve ser admitido.
Foi aprovada por unanimidade.